# El Peñón (Cundinamarca)
El Peñón – miasto w Kolumbii, w departamencie Cundinamarca.